# Euglena viridis
Euglena viridis (O.F.Müller) Ehrenberg, 1830 è un'alga primitiva e unicellulare, che contiene circa dieci cloroplasti. È inoltre il più conosciuto rappresentante dei protozoi autotrofi della famiglia Euglenidae.

## Descrizione
All'esterno sono presenti strisce proteiche e più internamente c'è la membrana cellulare.
In alto è presente una cavità apicale, che serve per inglobare le prede (attraverso la fagocitosi). All'interno sono presenti due flagelli, uno corto che non esce dalla cavità e uno lungo che fuoriesce. È presente uno stigma, che è un organello sensibile alla luce, e serve per sapere dove c'è più luce. A questo punto l'Euglena nuota verso la luce per svolgere al meglio la fotosintesi. Per questa funzione sono presenti anche i cloroplasti. Sopra troviamo i pirenoidi, dei granuli di amido.
Ci sono vari vacuoli alimentari e un vacuolo contrattile che ha un ruolo decisivo nell'osmoregolazione del protozoo.

## Biologia

### Locomozione
Euglena viridis si muove grazie ai flagelli. Si muove ruotando, fluttuando o strisciando.

### Alimentazione
Euglena viridis è un organismo mixotrofo, cioè sia autotrofo sia eterotrofo. Infatti grazie allo stigma (macchia oculare) e ai cloroplasti può effettuare la fotosintesi. In assenza di luce, non è in grado di nutrirsi con la fotosintesi e diventa eterotrofo. Infatti sono presenti sia vacuoli alimentari sia la cavità apicale, da cui ingloba le prede grazie alla fagocitosi.